# Suy thoái môi trường

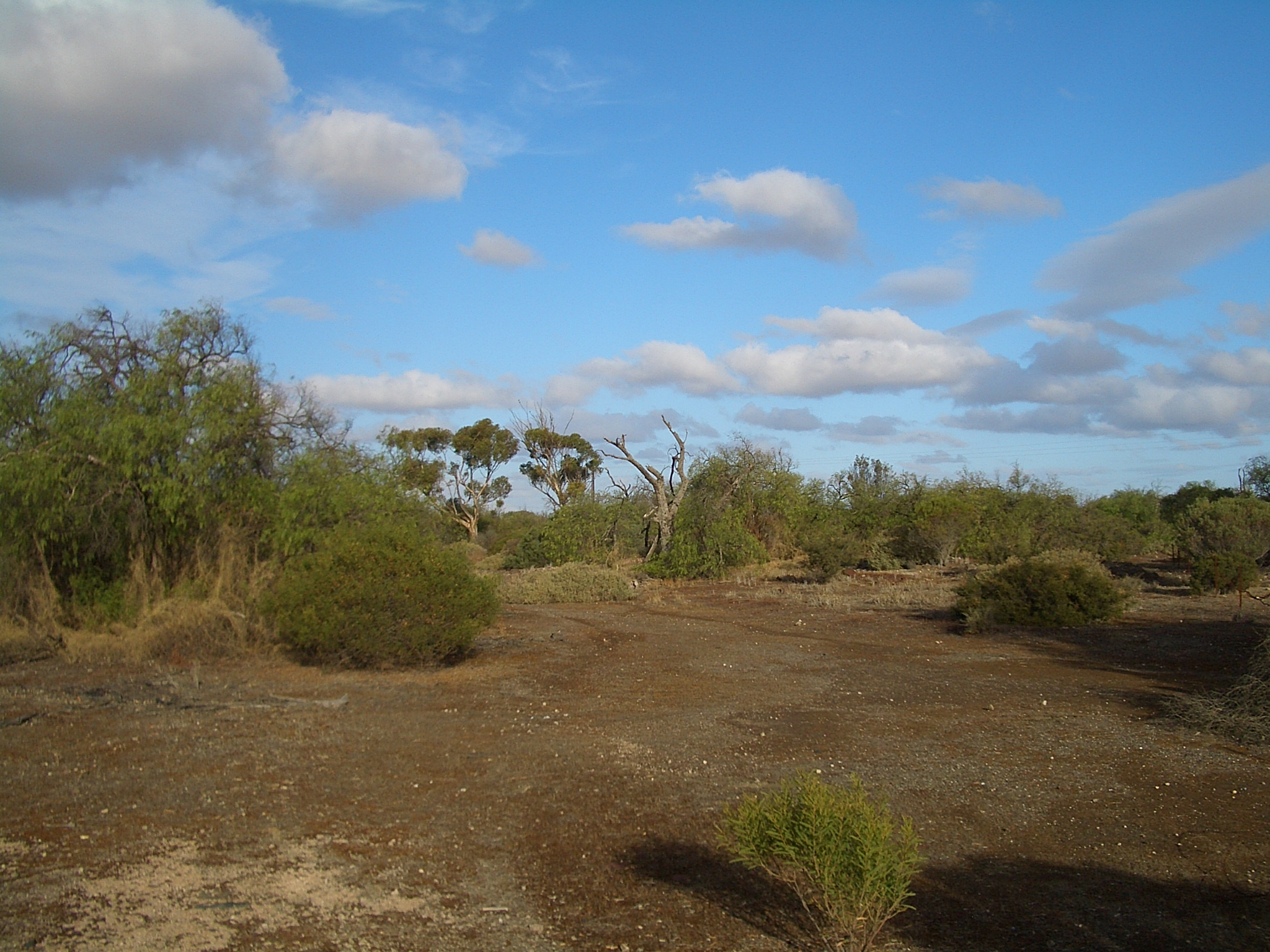
Hình ảnh minh họa

Suy thoái môi trường là sự làm thay đổi chất lượng và số lượng của thành phần môi trường, gây ảnh hưởng xấu cho đời sống của con người và thiên nhiên, phá hủy các hệ sinh thái và làm tuyệt chủng sinh vật hoang dã. Trong đó, thành phần môi trường được hiểu là các yếu tố tạo thành môi trường: không khí, nước, đất, âm thanh, ánh sáng, lòng đất, núi, rừng, sông, hồ biển, sinh vật, các hệ sinh thái...
Suy thoái môi trường là một trong mười mối đe dọa chính thức được cao ủy về những đe dọa, thách thức và thay đổi (High-level Panel on Threats, Challenges and Change) của Liên Hợp Quốc cảnh báo. Cơ quan Chiến lược quốc tế của Liên hợp quốc về giảm thiểu thảm họa định nghĩa suy thoái môi trường là "Việc suy giảm công suất của môi trường để đáp ứng các mục tiêu xã hội và sinh thái và nhu cầu". Suy thoái môi trường có nhiều loại. Khi môi trường sống tự nhiên bị phá hủy hay tài nguyên thiên nhiên bị cạn kiệt, môi trường bị suy thoái. Những nỗ lực để chống lại vấn đề này bao gồm bảo vệ môi trường và quản lý tài nguyên môi trường.

## Khác biệt giữa ô nhiễm môi trường và suy thoái môi trường
Các tiêu chí được dùng để phân biệt giữa ô nhiễm môi trường và suy thoái môi trường:
| Tiêu chí phân biệt  | Ô nhiễm môi trường                                                          | Suy thoái môi trường |
| ------------------- | --------------------------------------------------------------------------- | --- |
| Nguyên nhân         | Do xả thải các chất gây ô nhiễm vào môi trường.                             | Do khai thác sử dụng quá mức các thành phần môi trường vượt quá khả năng tái sinh của chúng.                                |
| Mối quan hệ qua lại | Suy thoái môi trường là một trong những nguyên nhân gây ô nhiễm môi trường. | Ô nhiễm môi trường có thể là nguyên nhân gây ra suy thoái môi trường                                                        |
| Cấp độ biểu hiện    | Có thể thể hiện ngay lập tức. Đột ngột dễ nhận biết hơn.                    | Biểu hiện từ từ và phải trải qua quá trình suy thoải cạn kiệt dần. Có khi sau một thời gian dài con người mới phát hiện ra. |
| Biện pháp khắc phục | Xử lý làm sạch môi trường. Ngăn chặn các hành vi xả thải trái phép          | Khai thác các tài nguyên hợp lý, tiết kiệm kết hơp cùng với các biện pháp để khôi phục số lượng và chất lượng.              |

 
|